# Nedansjö
Nedansjö is een plaats in de gemeente Sundsvall in het landschap Medelpad en de provincie Västernorrlands län in Zweden. De plaats heeft 267 inwoners (2005) en een oppervlakte van 44 hectare. De plaats wordt gescheiden van de rivier de Ljungan door een spoorlijn en voor een gedeelte ook door een weg. Net ten noorden van de plaats loopt de Europese weg 14.